# Kájusz pápa
Szent Kájusz (latinul: Caius), (kb. 245 – 296. április 22.) a 28. pápa Szent Péter trónján. 283. december 17-én választották meg, és egészen haláláig ült a trónon.

## Élete
Dalmatiában született és személye miatt a történelem egyik legkülönösebb pontifikátusát vezethette le. Ugyanis felszentelése után pár héttel a Római Birodalom élére unokaöccse, Diocletianus került. Mindenki visszafogott kíváncsisággal figyelte, hogy Aurelianus üldözései után mi lesz a császárság és az egyház kapcsolatával. Mindenki harmóniát várt a tiltott vallás és a hatalom közös útján.
Diocletianus valóban békét hozott a kereszténység számára. A birodalom határait kitolta, és főhadiszállást rendezett be Nicomedia városában, a Fekete-tenger szorosaira felügyelve. A gyarapodó császárság gyarapodó egyházat is jelentett. Kájusz idején jólét köszöntött Jézus Krisztus követőire, és nagy tömegeket sikerült ebben az időszakban megtéríteni.
Azonban Diocletianus hamar úgy döntött, hogy az egyház terjedésének útját kell állni, mert annak terjeszkedése az ő hatalmát gyengíti. Így történt, hogy nicomediai palotáját felgyújtatta és az egészet a keresztényekre fogta. Ezzel kezdődött a történelem egyik legnagyobb keresztényüldözése. Hiába volt rokoni kapcsolat, a császár kegyetlen megtorlást alkalmazott. Eleinte Örményország és Szíria hívőit sújtotta a rendelet, ám hamarosan börtönbe vetettek majdnem minden egyházi vezetőt, Kájusz életére azonban mindig is vigyáztak. Több falut és házat romboltak porig, de Diocletianusnak ez sem volt elég, és elrendelte, hogy a keresztényeknek áldozatot kell bemutatniuk a pogány istenek előtt. Ennek megtagadásáért rengetegen kerültek állami bányákba.
Azonban hiába akarta a császár eltaposni a kereszténységet, az makacsul fennmaradt, és tovább élt. 296 áprilisában Kájusz vértanúhalált halt unokaöccse egyik munkatáborában. Mindarról amiről a fentiekben szó volt, mindennek ellenére nem tekinthető történelmileg feltétlen hitelesnek. Már Kájusz uralkodásának időtartama sem biztos, hiszen Euszebiosz szerint mindössze 10 hónapig töltötte be hivatalát. És persze az sem feltétlen igaz, hogy Diocletianus rokona volt, vagy hogy vértanúként halt meg. Az igazság a történelem nagy titka, a fentieket cáfolni sem lehet bizonyítottan.
Ünnepét április 22-én tartják. Dalmácia és Velence védőszentjeként is ismert, és ezeken a helyeken tisztelet övezi. A képzőművészetben pápai tiarával a fején ábrázolták.

## Művei
- Documenta Catholica Omnia (latin nyelven). [2010. január 15-i dátummal az eredetiből archiválva]. (Hozzáférés: 2011. december 6.)